# Trojanski samostan
Samostan vnebovzetja presvete Matere božje (bolgarsko Троянски манастир Успение Богородично) ali, kot ga pogosteje imenujejo, Trojanski samostan je tretji največji samostan v Bolgariji. Stoji v severnem delu države v Stari planini in je bil ustanovljen najkasneje konec 16. stoletja.
Samostan stoji na bregovih reke Černi Osam blizu Orešaka, vasi 10 km od mesta Trojan v oblasti Loveč in je priljubljena turistična destinacija.

## Zgodovina
Ustanovljen je bil okoli leta 1600 (opat Kalistrat), morda že pred tem. Legenda govori o menihih s Svete gore, ki so odšli v Vlaško s svetnico samostana - čudežno ikono Matere Božje Triroke, ki je kopija stare čudežne ikone v samostanu Hilendar (14. stoletje). Trojanski samostan je hitro rasel. Kmalu so postavili leseno cerkev, posvečeno Marijinemu rojstvu, samostanski bivalni trakt in majhno gostišče. Toda kmalu zatem, v času opata Kalistrija iz Loveča, je samostan razdejala turška tolpa. Opat sam je bil obglavljen.
V prvi polovici 18. stoletja je samostan ponovno zrasel in gospodarsko uspel. Takrat je v njem začela delovati tudi šola, ki je po letu 1765, ko jo je prevzel ravnatelj Nikola Varbanov, postajala vse bolj znana. V istem času je opat Hristofor, po rodu iz Sopota, izvedel prve večje gradnje v samostanu. Pozidal je nekaj novih stavb in utrdil leseno cerkev, leta 1771 pa zgradil tudi njen vodovod. Okoli leta 1780 je še en prebivalec Sopota - opat Pačomij organiziral gradnjo nove, že kamnite stolne cerkve.
V samostanski kroniki, sestavljeni leta 1835, je zapisano: »Trojanski samostan je sprva obstajal po mnogih letih od padca bolgarskega kraljestva. Pojavil se je menih, Bolgar, katerega ime ni znano. Prišel je iz neznanega kraja, naselil se je v gorski puščavi skupaj s svojim edinim učencem. In ko si je zgradil preprosto kočo in v njej bival nekaj let, je postal znan navadnemu ljudstvu te regije.«
V začetku 19. stoletja je bil samostan že precej velik. Stanovanjske stavbe, ki so obdajale dvorišče, so bile dvonadstropne in celo trinadstropne - nekaj izjemno redkega za to dobo. V severozahodnem vogalu je stanovanjski obrambni stolp. Večino teh stavb je zgradil Pajzij, ki je bil po letu 1785 32 let opat. Njegovo delo je bila tudi zgraditev ob koncu 18. stoletja samostanske puščavnice »Sv. Nikolaja Čudodelnika«, vzhodno od samostana. Eden od naslednjih opatov, Partenij, je leta 1820 postavil novo obzidje, vendar ga je Derviš paša iz Vidina obtožil, da je zgradil trdnjavo, da bi pomagal Ipsilantiju, in so ga za nekaj mesecev vrgli v lovečki zapor. 4. decembra 1830 je bil po dolgotrajnih ukrepih duhovščine Trojanski samostan priznan kot stavropigijski, neposredno podrejen carigrajskemu patriarhatu.
Leta 1832 je Partenij zgradil nov, drugi skit »Svetega Janeza Predteče«, imenovan tudi »Zelenikovec« po kraju, kjer je bil zgrajen. Že istega leta so se zbirali darovi za gradnjo nove cerkve. Glavni donatorji so bili Petar Baljuv iz Trojan, Spas Marinov, Stojan Čalkoglu Bejlikci iz Koprivštica, Mihail iz Tetevena in Penčo Popovič iz Trjavne. Sultanov odlok za to stavbo je bil narejen s pomočjo Stojana Bejlikcija šele marca 1835. Cerkev je na mestu starejšega templja zgradil znameniti renesančni graditelj Konstantin Pešterski. Posvečena je bila 6. avgusta 1835 v čast Marijinega vnebovzetja. V letih 1847-1848 jo je s freskami poslikal Zaharij Zograf, ki je na severni notranji steni cerkve zapustil portrete ustanovitelja in svoj avtoportret, na severni zunanji steni pa kompozicijo Kolo življenja. V začetku 20. stoletja jo je preslikal kazanlaški umetnik Petko Ganin. Gradnja je na lokaciji, ki sje približno dvajset metrov severno od stare cerkve, na območju samostanskega pokopališča. Zato je bila v substrukciji stavbe pod oltarnim traktom oblikovana obokana kostnica.
Petnadstropni samostanski stolp z zvonikom je delo mojstra Ivana (Jonka) Stoinova Kamburova iz Mlečeva (1866). Njegovi porušeni deli (1898) so bili obnovljeni leta 1987. Stanovanjske stavbe Trojanskega samostana so zgrajene iz lesa v neo- slogu.
Vasil Levski je tu ustanovil zasebni revolucionarni odbor. Samostan v aprilski vstaji ni neposredno sodeloval, ker so bile tam nameščene turške enote. Med rusko-turško vojno 1877–1878 so  menihi in okoliško prebivalstvo podpirali odred generala Pavla Karcova pri prehodu na Balkan.

## Znamenitosti
Številni »moralni in družbeni poskusi« umetnosti tistega časa, kot sta Doomsday in Wheel of Life, so bili reproducirani v Trojanu. Ena zelo kontroverzna poteza Zografa je bila slikanje njegove podobe okoli enega od oken v zadnjem delu cerkve.
Ikonostas v osrednji cerkvi je lesorez iz leta 1839.
Trojanski samostan je od 17. stoletja tudi dom ene najsvetejših ikon v bolgarskem pravoslavju, Triroke Device.
Veliko ljudi roma v ta samostan na dan sv. Jurija zaradi ikone sv. Jurija v glavni cerkvi. Soba, v kateri se je v osmanskem obdobju skrival bolgarski revolucionar Vasil Levski in se srečeval z drugimi revolucionarji, je muzej.

## Galerija
- Risba samostana iz leta 1876
- Dvorišče znotraj samostana
- Ikona Triroke Device
- Stenske poslikave na cerkvi "Mati božja" (v samostanu)
- Še en primer stenskih poslikav
- Tloris